# 川島正行
川島 正行（かわしま まさゆき、1947年9月27日 - 2014年9月7日）は、船橋競馬場所属の調教師・元騎手。千葉県調教師会会長。
南関東公営競馬の調教師リーディングの常連としてその名を知られた。長男の川島正一も船橋競馬場の調教師、四男の川島正太郎は騎手、五男の川島光司は厩務員である。

## 人物
千葉県山武郡松尾町（現・山武市）出身。実家が農家であったことから子供のころから農耕馬が身近におり、祭りの際には実際に乗るなど親しんでいた。近所の知人の紹介で、中学校卒業後に船橋競馬場の林正夫厩舎に入門。1964年10月に初騎乗すると、同年12月20日に初勝利を挙げた。船橋競馬場のリーディングジョッキーも一度獲得している。
1987年に騎手を引退すると、1990年に調教師へ転身。当初割り当てられた馬房数はわずか5つと厳しい環境からのスタートだったが、早くも1992年にキタサンテイオーで平和賞を制して調教師として重賞初制覇。1993年にはモガミキッカでダイオライト記念を勝ち、さらには1994年・1995年とサクラハイスピードで東京盃を連覇している。この両馬を始め、他にも中央競馬で見切りをつけられた競走馬を手掛け、それがもう一花咲かせる馬も多いため、川島厩舎は野球の野村克也の「野村再生工場」をもじった「川島再生工場」の異名を持つ。これには、調教師免許を取得してから実際の開業までの1年余り、浦河の谷口牧場に住み込み、故障馬の扱いなどを学んだことに原点があると自ら語っている。
自厩舎生え抜きの馬やホッカイドウ競馬デビュー馬からも多く活躍馬を出し、アジュディミツオーやフリオーソなどダートを代表する馬を育てた。南関東では所属馬の圧倒的な強さ(勝率は勿論、連対率まで考慮すると驚異的な数字を残している)から、競馬ファンや関係者の間からは畏敬の念を込めて「川島軍団」と呼ばれている。
中央競馬の遠征では未勝利だったが前述のフリオーソでフェブラリーステークス（GI）2着の実績がある。2005年には初めて地方競馬所属馬であるアジュディミツオーをドバイワールドカップに送り出し、同馬で同年12月の東京大賞典を調教師として史上初めて連覇した。
2006年には南関東で年間100勝を挙げる快挙を達成。NARグランプリにおいて5年連続7回目の最優秀調教師賞に輝き、アジュディミツオーも2年連続で年度代表馬及びサラブレッド系4歳以上最優秀馬に輝き、フリオーソもサラブレッド2歳最優秀馬に選出された。また、NARグランプリ2006の発表当日に行われた船橋記念を中央競馬からの転入初戦となった2004年の全日本2歳優駿の優勝馬プライドキムで制して、地方通算700勝を達成した。
2010年7月5日、川崎競馬第5競走をアミーゴで勝利し、地方競馬通算1000勝を達成した。
2014年9月7日、呼吸不全のため千葉県習志野市内の病院で死去。66歳没。同月26日、師を称えて船橋競馬場の第10競走で「船橋最強調教師 川島正行追悼記念」の競走が行われた。

## エピソード
- 同じ船橋の出川己代造元調教師と共に、東京ダービー通算5勝という大記録を持つ。クラーベセクレタで5勝目を挙げた時は、先輩と並べてうれしい、と出川を目標としていたことを語った。病気に苦しむ晩年でも、また東京ダービーを勝ちたい、と同レースには強いこだわりを見せていた。
- 精悍な顔つきが特徴である。一時期、騎手を辞めてボクサーに転向しようと考えていたこともあった。
- 調教師試験を受験した際に初回は不合格となり、二度目は夫人が対策問題を作成するなど二人三脚で勉強に励んだという。
- 非常に綺麗でお洒落な厩舎を持っていることで知られている。これは「馬を預かるということは客商売であり、汚い厩舎に（馬主は）いい馬を預けに来るはずもない。まずそこから気を配らなければ、いい馬の育成など出来るはずもない」という川島の信念によるものである。
- 馬に飲ませる水に蒸留器を通したものを使い、寝藁は干して使わずにすべて一度に新しいものに取り替えるなど、馬のために非常に細やかな部分にまで気を使い、そのための出費を惜しまない。また、中央競馬の藤沢和雄調教師の方法論を競馬記者らから伝え聞いては参考とするなど、非常に研究熱心な一面があった。
- 北島三郎の大ファンである。北島本人もそのことは知っており、かつて船橋競馬調教師会が川島の新規開業に難色を示した時、北島自ら理事に面会し、説得したことがある（優駿たちの蹄跡、川島正行師のエピソードより）。その縁から、北島所有（大野商事名義）の馬も幾度となく預かっており、第43回全日本3歳優駿を制したキタサンテイオーは、その中の一頭である。また、騎手時代にも1980年、北島所有のエリモミサキ号に騎乗してシルバーカップをハナ差で制しており、川島はこれを思い出の一戦として挙げている。
- 世界各国の騎手とも親交があり、短期免許でケント・デザーモ、クリストフ・ルメール、ミルコ・デムーロ、クリスチャン・デムーロを所属騎手として受け入れた。
- 千葉県調教師会の会長として、船橋競馬場のナイター開催に尽力した[3]。

## 主な騎乗馬
- カザンウンリユウ（アラブダービー、全日本アラブ争覇）
- チヤイナホープ（全日本三才優駿）
- エドノボル（ダイオライト記念2回、NTV盃）
- ホウユウヒダカ（ダイオライト記念、ゴールドカップ）
- フドウゴールド（戸塚記念）
- ミヤオーシヨウ（船橋記念）
- ハチノウイン（シルバーカップ）
- エリモミサキ（シルバーカップ）
- テンパーソロン（クイーン賞）

## 代表管理馬
- サクラハイスピード（1994年東京盃、1995年東京盃優勝など）
- サプライズパワー（1997年東京王冠賞、東京ダービー、1999年かしわ記念、2000年日本テレビ盃優勝など）
- ネームヴァリュー（2003年TCK女王盃、帝王賞優勝など）
- アジュディミツオー（2004年東京大賞典、2005年東京大賞典、2006年川崎記念、かしわ記念、帝王賞優勝など）
- シーチャリオット（2005年羽田盃、東京ダービー優勝、2004年全日本2歳優駿2着）
- ナイキアディライト（2006年埼玉新聞杯、2007年京成盃グランドマイラーズ、日本テレビ盃優勝）
- フリオーソ（2006年全日本2歳優駿、2007年ジャパンダートダービー、2008年・2010年帝王賞、2011年川崎記念、かしわ記念優勝）
- プライドキム（2007年船橋記念、報知グランプリカップ、2008年クラスターカップ優勝）
- トーセンジョウオー（2007年エンプレス杯、マリーンカップ、2008年スパーキングレディーカップ優勝）
- ディープサマー（2008年船橋記念、アフター5スター賞優勝）
- ナイキハイグレード（2008年ハイセイコー記念、2009年京浜盃、羽田盃優勝）
- ネフェルメモリー（2009年浦和桜花賞、東京プリンセス賞優勝）
- マズルブラスト（2010年金盃優勝）
- マグニフィカ（2010年東京湾カップ、ジャパンダートダービー優勝）
- ナイキマドリード（2011年さきたま杯、2014年習志野きらっとスプリント優勝）
- クラーベセクレタ（2011年東京ダービー、羽田盃、クイーン賞優勝など）
- アスカリーブル（2012年関東オークス優勝など）
- エミーズパラダイス（2012年ロジータ記念優勝）
- カイカヨソウ（2012年東京2歳優駿牝馬、2013年東京プリンセス賞優勝など）
- アウトジェネラル（2013年羽田盃優勝）

## 主な厩舎所属者
- 佐藤裕太（騎手）
- 高橋利幸（騎手）
- 山下貴之（騎手）
- 川島正太郎（騎手）
- 江川伸幸（騎手）
- 仲野光馬（厩務員→騎手）
- 波多野敬二（厩務員）
- 川島光司（厩務員）